# Capcom vs. SNK: Millennium Fight 2000
Capcom vs. SNK: Millennium Fight 2000 (カプコン バーサス エス・エヌ・ケイ ミレニアムファイト 2000 Kapukon Bāsasu Es-Enu-Kei Mireniamu Faito Nisen) là một trò chơi điện tử đối kháng sản xuất năm 2000 bởi Capcom. Nó bao gồm các nhân vật trò chơi đối kháng của hai nhà sản xuất là Capcom và SNK Playmore, mà chủ yếu là từ Street Fighter (Capcom) và The King of Fighters (SNK). Ban đầu được phát hành trên phần cứng NAOMI của Sega, sau này nó đã được chuyển sang hệ Dreamcast.

## Cách chơi
Trò chơi sử dụng hệ thống 4 nút bấm của SNK. Bên cạnh đó, nó tận dụng một hệ thống có tên "tỷ lệ" ("ratio"), trong đó "tỷ lệ" là một số đại diện cho sức mạnh của nhân vật, trong khoảng từ 1 đến 4.

## Nhân vật
Tỷ lệ 1
| Capcom  | SNK              |
| ------- | ---------------- |
| Blanka  | Benimaru Nikaido |
| Dhalsim | King             |
| Cammy   | Vice             |
| Sakura  | Yuri Sakazaki    |
| Dan     | Joe Higashi      |

Tỷ lệ 2
| Capcom    | SNK          |
| --------- | ------------ |
| Ryu       | Kyo Kusanagi |
| Ken       | Iori Yagami  |
| Chun-Li   | Mai Shiranui |
| Guile     | Terry Bogard |
| Zangief   | Raiden       |
| E. Honda  | Kim Kaphwan  |
| Balrog    | Ryo Sakazaki |
| Morrigan* | Nakoruru*    |

Tỷ lệ 3
| Capcom   | SNK             |
| -------- | --------------- |
| Vega     | Ryuji Yamazaki  |
| Sagat    | Rugal Bernstein |
| M. Bison | Geese Howard    |

Tỷ lệ 4
| Capcom                      | SNK          |
| --------------------------- | ------------ |
| Satsui no Hadou (Evil) Ryu* | Orochi Iori* |
| Akuma*                      |              |

'Ghi chú':
- Nhân vật ẩn